# Cassacco
Cassacco là một đô thị ở tỉnh Udine trong vùng Friuli-Venezia Giulia thuộc Ý, có cự ly khoảng 80 km về phía tây bắc của Trieste và khoảng 12 km về phía tây bắc của Udine. Tại thời điểm ngày 31 tháng 12 năm 2004, đô thị này có dân số 2.880 người và diện tích là 11,6 km².
Đô thị Cassacco có các frazioni (đơn vị cấp dưới, chủ yếu là các làng) Conoglano, Martinazzo, Raspano, Vendoglio, và Montegnacco.
Cassacco giáp các đô thị: Colloredo di Monte Albano, Magnano in Riviera, Tarcento, Treppo Grande, Tricesimo.